# José Gaslini
José Bruno Gaslini (fl. XX secolo) è stato un calciatore argentino, di ruolo attaccante.

## Caratteristiche tecniche
Giocava come centravanti (1926-1927) e come interno sinistro (1928-1929) e destro (1930).

## Carriera

### Club
Gaslini era nella rosa dell'Alvear durante la Copa Campeonato 1922; l'anno seguente passò al Chacarita Juniors. Nel torneo del 1925 fu il miglior marcatore stagionale in assoluto con 16 gol. Nella Copa Campeonato 1926 giocò 12 partite, tutte da centravanti, segnando 5 reti; nella Primera División 1927 fu titolare per la maggior parte del torneo, e assommò 31 presenze e 12 gol. Nel campionato 1928 presenziò in 32 occasioni, andando a segno 14 volte; durante il Concurso Estímulo 1929 scese in campo 2 volte, con 1 gol. La Primera División 1930 fu l'ultima competizione da lui giocata con il Chacarita: a fine stagione contò 13 presenze e 5 gol, ma decise di non proseguire la sua militanza nel club di Villa Maipú, che fu tra i fondatori del campionato professionistico della Liga Argentina de Football nel 1931.

### Nazionale
Nel 1922 fu convocato per il Campeonato Sudamericano: in tale competizione esordì il 28 settembre contro il Cile a Rio de Janeiro, segnando una rete in quello che fu anche il suo debutto assoluto in Nazionale. Giocò anche contro Uruguay (8 ottobre), Brasile (15 ottobre) e Paraguay (18 ottobre), sempre come centravanti titolare. Nel 1922 giocò un'altra gara, contro il Brasile il 22 ottobre (Copa Roca); nel 1925 registrò la sua ultima presenza in Nazionale, il 12 luglio a Buenos Aires contro il Paraguay per la Copa Rosa Chevallier Boutell.

## Statistiche

### Cronologia presenze e reti in Nazionale
| Cronologia completa delle presenze e delle reti in nazionale ― Argentina | Cronologia completa delle presenze e delle reti in nazionale ― Argentina | Cronologia completa delle presenze e delle reti in nazionale ― Argentina | Cronologia completa delle presenze e delle reti in nazionale ― Argentina | Cronologia completa delle presenze e delle reti in nazionale ― Argentina | Cronologia completa delle presenze e delle reti in nazionale ― Argentina | Cronologia completa delle presenze e delle reti in nazionale ― Argentina | Cronologia completa delle presenze e delle reti in nazionale ― Argentina |
| Data                                                                     | Città                                                                    | In casa                                                                  | Risultato                                                                | Ospiti                                                                   | Competizione                                                             | Reti                                                                     | Note                                                                     |
| ------------------------------------------------------------------------ | ------------------------------------------------------------------------ | ------------------------------------------------------------------------ | ------------------------------------------------------------------------ | ------------------------------------------------------------------------ | ------------------------------------------------------------------------ | ------------------------------------------------------------------------ | ------------------------------------------------------------------------ |
| 28/09/1922                                                               | Rio de Janeiro                                                           | Argentina                                                                | 4 – 0                                                                    | Cile                                                                     | Campeonato Sudamericano de Football                                      | 1                                                                        |                                                                          |
| 08/10/1922                                                               | Rio de Janeiro                                                           | Argentina                                                                | 0 – 1                                                                    | Uruguay                                                                  | Campeonato Sudamericano de Football                                      | 0                                                                        |                                                                          |
| 15/10/1922                                                               | Rio de Janeiro                                                           | Brasile                                                                  | 2 – 0                                                                    | Argentina                                                                | Campeonato Sudamericano de Football                                      | 0                                                                        |                                                                          |
| 18/10/1922                                                               | Rio de Janeiro                                                           | Argentina                                                                | 2 – 0                                                                    | Paraguay                                                                 | Campeonato Sudamericano de Football                                      | 0                                                                        |                                                                          |
| 22/10/1922                                                               | Rio de Janeiro                                                           | Brasile                                                                  | 1 – 2                                                                    | Argentina                                                                | Copa Roca                                                                | 0                                                                        |                                                                          |
| 12/07/1925                                                               | Buenos Aires                                                             | Argentina                                                                | 1 – 1                                                                    | Paraguay                                                                 | Copa Rosa Chevallier Boutell                                             | 1                                                                        |                                                                          |
| Totale                                                                   |                                                                          | Presenze                                                                 | 6                                                                        |                                                                          | Reti                                                                     | 2                                                                        |                                                                          |

## Palmarès

### Individuale
- Capocannoniere della Copa Campeonato: 1

1925 (16 gol)